# Olympische Sommerspiele 2008/Teilnehmer (Philippinen)
| Gelbes Symbol für Goldmedaillen mit stilisierten Olympischen Ringen | Graues Symbol für Silbermedaillen mit stilisierten Olympischen Ringen | Braundes Symbol für Bronzemedaillen mit stilisierten Olympischen Ringen |
| ------------------------------------------------------------------- | --------------------------------------------------------------------- | ----------------------------------------------------------------------- |
| —                                                                   | —                                                                     | —                                                                       |

Die Philippinen nahmen 2008 zum 19. Mal seit 1924 an Olympischen Sommerspielen teil. Bisher konnten zwei Silber- und sieben Bronzemedaillen errungen werden. Fahnenträger war der professionelle Boxer Emmanuel Dapidran Pacquiao.

## Bogenschießen
Männer:
- Mark Javier (Einzel)

## Boxen
- Harry Tañamor (Halbfliegengewicht)

## Gewichtheben
Frauen:
- Hidilyn Díaz (Klasse bis 58 kg)

## Leichtathletik
Frauen:
- Marestella Torres (Weitsprung)

Männer:
- Henry Dagmil (Weitsprung)

## Schießen
Männer:
- Eric Ang (Trap)

## Schwimmen
Frauen:
- Christel Simms  (50 m Freistil, 100 m Freistil)

Männer:
- Ryan Arabejo  (1500 m Freistil)
- Daniel Coakley  (50 m Freistil)
- Miguel Molina  (200 m Lagen, 200 m Brust)
- James Walsh  (200 m Schmetterling)

## Taekwondo
Frauen:
- Mary Antoinette Rivero (Klasse bis 67 kg)

Männer:
- Tshomlee Go (Klasse bis 58 kg)

## Wasserspringen
Frauen:
- Sheila Mae Pérez (Kunstspringen)

Männer:
- Rexel Fabriga (Turmspringen)